# Marian Ocetkiewicz
Marian Józef Ocetkiewicz (ur. 28 października 1895 w Chrzanowie, zm. 10 lipca 1941 w KL Auschwitz) – pułkownik piechoty Wojska Polskiego, kawaler Orderu Virtuti Militari.

## Życiorys
Marian Józef Ocetkiewicz urodził się 28 października 1895 roku w Chrzanowie. W czasie I wojny światowej walczył w Legionach Polskich. Był oficerem 6 pułku piechoty Legionów. Jako oficer byłego Polskiego Korpusu Posiłkowego reskryptem Rady Regencyjnej z 25 października 1918 roku został przydzielony do podległego jej Wojska Polskiego. 
1 sierpnia 1920, w czasie wojny z bolszewikami, objął dowództwo 144 pułku Strzelców Kresowych, który w lutym następnego roku przemianowany został na 71 pułk piechoty. Po zakończeniu działań wojennych dowodzona przez niego jednostka stacjonowała w Kowlu, a następnie w Ostrowi Mazowieckiej. W lutym 1925 został przydzielony do Komendy miasta Warszawy na stanowisko zastępcy komendanta. Na tym stanowisku był w czasie zamachu majowego i opowiedział się po stronie legalnych władz RP. Ówczesny dowódca 36 pułku piechoty Legii Akademickiej, płk Kazimierz Sawicki w 1957, w relacji na temat przebiegu zamachu stanu, stwierdził, że Marian Ocetkiewicz był bardzo niepopularny i nielubiany w garnizonie, zdecydowany przeciwnik piłsudczyków. We wrześniu 1926 przeniesiony został do dyspozycji dowódcy Okręgu Korpusu Nr I. 
Następnie był oficerem placu w Prużanach. 28 stycznia 1929 wyznaczony został na stanowisko dowódcy 56 pułku piechoty wielkopolskiej w Krotoszynie. W czerwcu 1933 przeniesiony został do Skierniewic na równorzędne stanowisko – dowódcy 18 pułku piechoty. W marcu 1935 wyznaczony został na stanowisko dowódcy Brygady KOP „Wilno”. Z dniem 1 lutego 1937 roku, w związku rozformowaniem brygady, został przeniesiony do dyspozycji Ministra Spraw Wojskowych, a następnie wyznaczony na nowo utworzone stanowisko dowódcy Obrony Przeciwlotniczej w Dowództwie Okręgu Korpusu Nr V w Krakowie. Na tym stanowisku pozostawał do wybuchu II wojny światowej. 
4 września 1939 ewakuował się wraz z podległymi mu pododdziałami artylerii przeciwlotniczej do Dęblina. W ciągu trzech następnych dni zorganizował i objął dowództwo nad 160 osobowym oddziałem przeciwdywersyjnym, uzbrojonym w 300 karabinów i 7 ręcznych karabinów maszynowych. Następnie na czterech posiadanych samochodach ciężarowych przeniósł się z tym oddziałem do Puław. W drugiej dekadzie września, w Chełmie, objął dowództwo nad zgrupowaniem piechoty, nazywanym w literaturze „Grupą płk. Ocetkiewicza” lub „Grupą lubelskich batalionów wartowniczych”. Zgrupowanie weszło w skład 19 Brygady Piechoty płk. dypl. Jana Korkozowicza i wzięło udział w drugiej bitwie pod Tomaszowem Lubelskim. 23 września 1939 pod Werszczycą Grupa została rozbita przez czołgi 2 Dywizji Pancernej. 

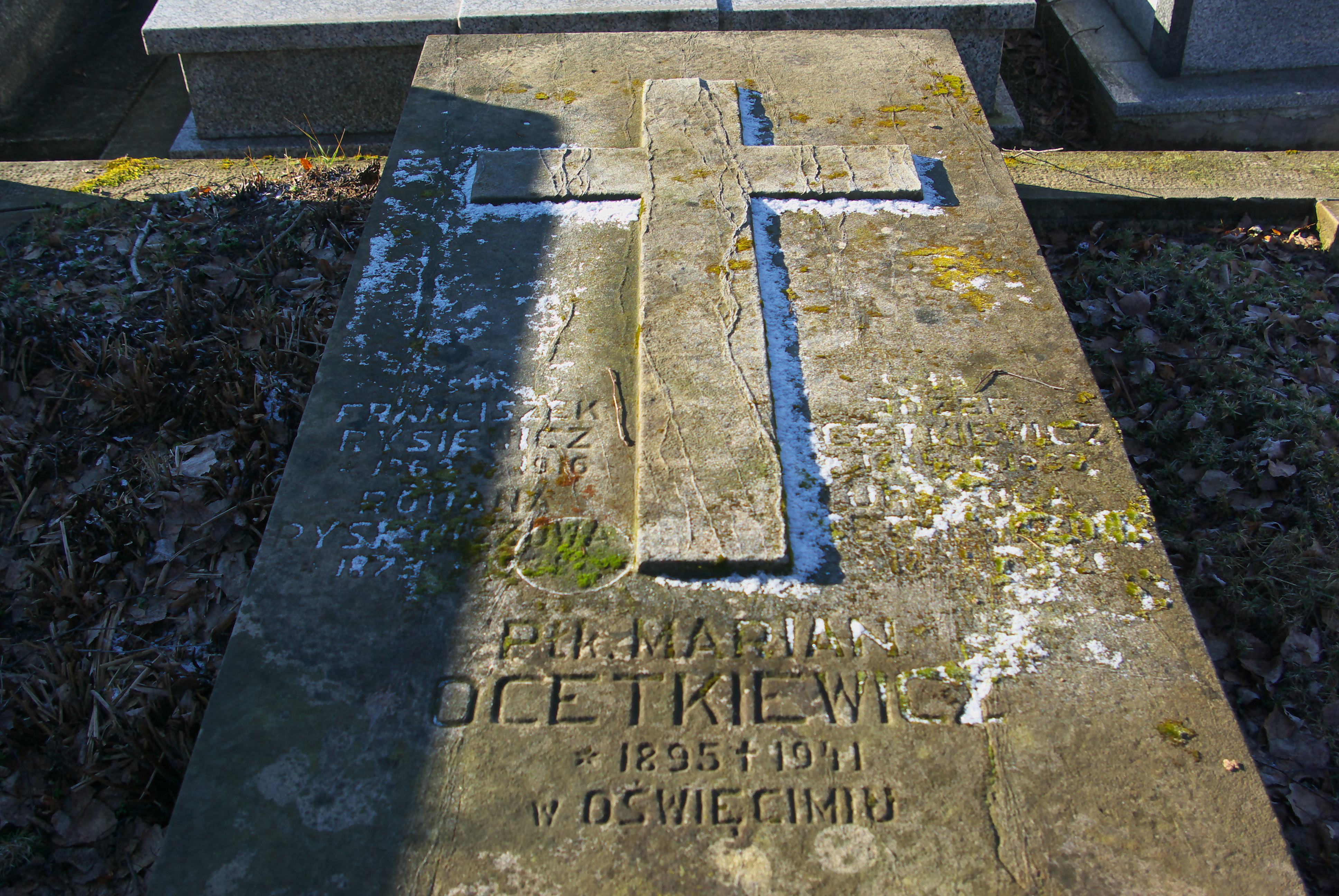
Upamiętnienie na grobowcu Ocetkiewiczów w Krośnie

Bezpośrednio po przegranej kampanii włączył się w nurt pracy konspiracyjnej obejmując stanowisko pierwszego zastępcy komendanta głównego Tajnej Organizacji Wojskowej „Związek Orła Białego”. Działał w niej pod pseudonimem „Marian” i „Broda”. W kwietniu 1941 został aresztowany, 26 czerwca wywieziony w transporcie z Krakowa do obozu koncentracyjnego Auschwitz; przebywał tam pod fałszywym nazwiskiem Józef Czyżewski. 3 lipca osadzony został w bunkrze bloku 11, a 10 lipca rozstrzelany pod ścianą śmierci.
Symbolicznie został upamiętniony na grobowcu rodzinnym na Cmentarzu Komunalnym w Krośnie (sektor C1-15-21).

## Awanse
- chorąży – 1 marca 1915
- podporucznik – 11 listopada 1915
- major – 3 maja zweryfikowany ze starszeństwem z dniem 1 czerwca 1919 i 199 lokatą w korpusie oficerów piechoty
- podpułkownik – 31 marca 1924 ze starszeństwem z dniem 1 lipca 1923 i 83 lokatą w korpusie oficerów piechoty
- pułkownik – ze starszeństwem z dniem 1 stycznia 1931 w korpusie oficerów piechoty

## Ordery i odznaczenia
- Krzyż Srebrny Orderu Wojskowego Virtuti Militari (1921)[15]
- Krzyż Niepodległości (9 stycznia 1932)[16]
- Krzyż Oficerski Orderu Odrodzenia Polski (11 listopada 1937)[17]
- Krzyż Walecznych (czterokrotnie)
- Złoty Krzyż Zasługi (28 września 1925)[18][19]
- Odznaka za Rany i Kontuzje[20]